# 洗礼者聖ヨハネの首を持つサロメ (レーニ、コルシーニ絵画館)
『洗礼者聖ヨハネの首を持つサロメ』 （せんれいしゃせいヨハネのくびをもつサロメ、伊: Salomè con la testa di San Giovanni Battista、英: Salome with the Head of Saint John the Baptist）は、17世紀イタリア・バロック期のボローニャ派の巨匠グイド・レーニが1638-1639年ごろ、キャンバス上に油彩で制作した絵画である。1639年12月13日に枢機卿フランチェスコ・バルベリーニ により取得されたと考えられている。後にバルディ司祭からコルシーニ家出身の教皇クレメンス12世 (1730-1740年) に贈られてコルシーニ家のコレクションに入り、現在、ローマのコルシーニ絵画館に所蔵されている。

## 作品
『新約聖書』の「マタイによる福音書」 (14章1-12)、「マルコによる福音書」 (6章14-29)、「ルカによる福音書」 (3章19-20、9章7-9) によれば、洗礼者聖ヨハネは、権勢を誇ったヘロデ王が弟の妻ヘロディアと罪深き結婚したことを批判したために投獄された。ヘロデ王はヨハネを聖人と考えていたため殺すことまではしなかったが、妻のヘロディアはヨハネを憎んでいたため殺そうと考えていた。

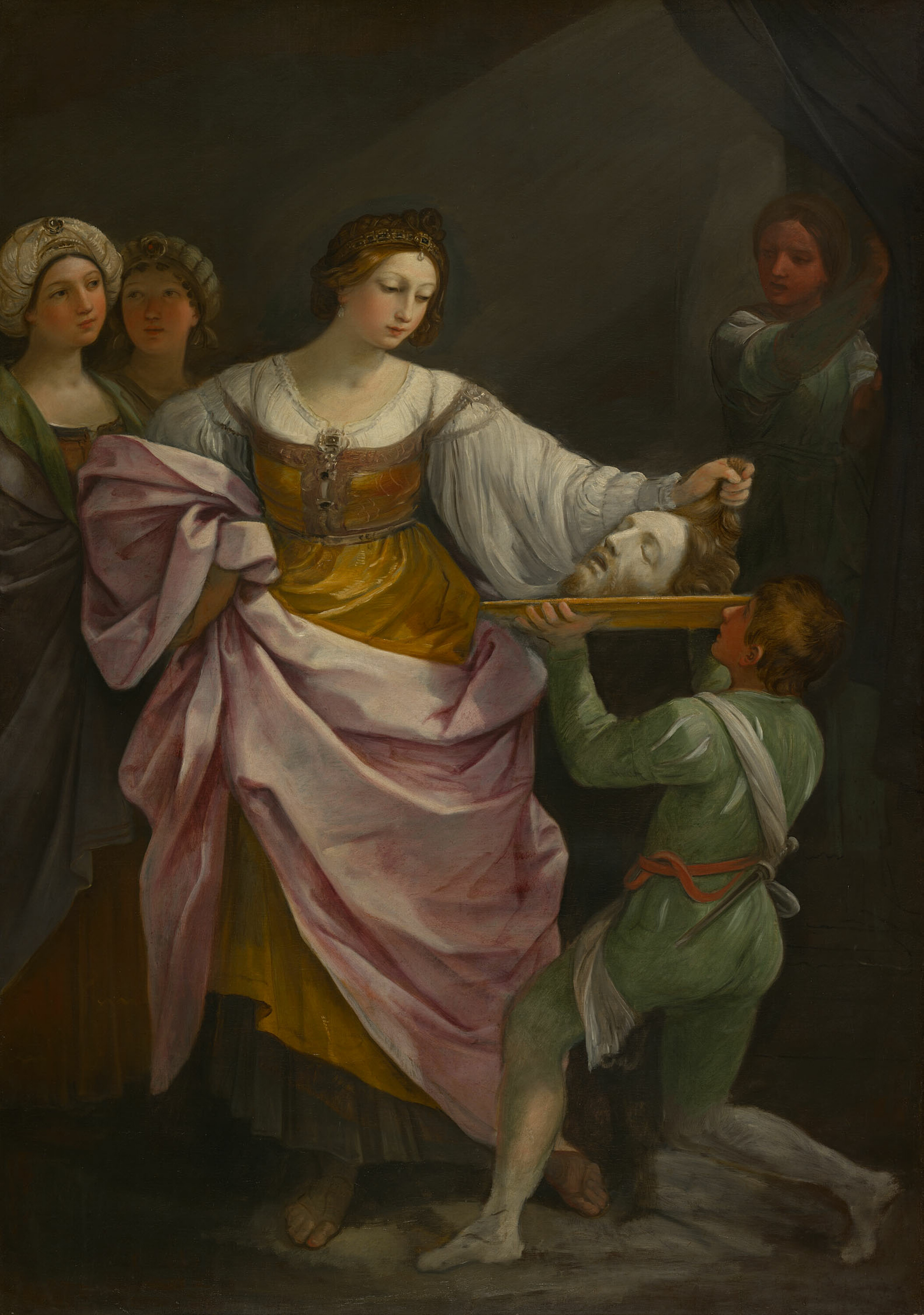
グイド・レーニ 『洗礼者ヨハネの首を持つサロメ』(1635-1645年ごろ)、シカゴ美術館

ヘロデ王の誕生日のことであった。ヘロディアの娘であり、ヘロデ王の継娘 (後にサロメと同一視された) が魅惑的に踊って、大喝采を浴びる。ヘロデ王が人々の前でサロメに褒美として望むものを何でも与えるというと、母のヘロディアはサロメにヨハネの首を望むようにそそのかす。ヘロデ王は困惑したが、約束をしたために断れず、ヨハネは首ははねられることとなった。
本作は不明瞭な背景から浮き上がるサロメがヨハネの首を皿に載せて運んでいる姿を表しており、サロメは冷たく、感情のない素振りで鑑賞者を見つめている。レーニの技巧によりサロメと鑑賞者の距離感が強調される一方、彼女のたっぷりとした衣服は画面から横溢している。
この絵画はコルシーニ家のコレクションに入ると、すぐに最も称賛された絵画の1つとなった。18世紀と19世紀にはローマのガイドブックに記載され、多くの賛辞的証言が記録されている。なお、シカゴ美術館には、本作とほぼ同じ時期 (1635-1645年ごろ) に制作された未完の『洗礼者聖ヨハネの首を持つサロメ』が所蔵されている。